# Bootjack (Kalifornija)
Bootjack je naseljeno područje za statističke svrhe u američkoj saveznoj državi Kalifornija. Prema popisu stanovništva iz 2010. u njemu je živjelo 960 stanovnika.